# Sean Mooney
Sean Edmund Mooney (Rochester, New York, 21 maggio 1959) è un personaggio televisivo e conduttore televisivo statunitense.
Fu intervistatore ed annunciatore di wrestling per la World Wrestling Federation (WWF, ora WWE). Attualmente lavora come conduttore televisivo per KVOA e National Wrestling Alliance.

## Carriera in WWF
Mooney debuttò il 15 maggio 1988 a WWF Wrestling Challenge, sostituendo l'annunciatore Craig DeGeorge.
Durante questo periodo nella WWF, le principali occupazioni di Mooney inclusero l'annuncio e la telecronaca degli incontri trasmessi su Prime Time Wrestling, WWF Mania, WWF All-American Wrestling, e il ruolo di presentatore delle uscite in VHS della Coliseum Video (dove fornì anche commenti per incontri "esclusivi") e del segmento "Events Center" durante gli show televisivi WWF come WWF Superstars e WWF Wrestling Challenge.
Le ultime apparizioni di Mooney furono alle Survivor Series del 1992 e nei primi episodi di WWF Monday Night Raw, con la sua ultima apparizione su WWF TV per promuovere la presentazione di WrestleMania IX nell'edizione del 12 aprile di Monday Night Raw. Nell'aprile 1993, il suo contratto scadde e scelse di non rinnovarlo. Fu sostituito da Todd Pettengill come intervistatore e da Gorilla Monsoon come commentatore a WWF Mania e WWF All-American Wrestling.

## Carriera post-WWF
Nel 1994 divenne un conduttore per WWOR-TV, con sede a Secaucus, New Jersey. Lavorò lì fino al 1997, quando fu sostituito da Ernie Anastos. Si trasferì quell'anno a WBZ-TV a Boston, dove ricoprì il ruolo di conduttore per poco meno di un anno.
Dal luglio 2000 è stato un reporter di Fox Sports Arizona focalizzandosi sulle squadre di football americano e basket della University of Arizona. Nel 2010 presentò i programmi di rugby di Fox Sports.
Nel 2012 fu assunto dalla KVOA TV per diventare un conduttore del telegiornale del fine settimana per News 4 Tucson. Nel luglio 2021 Mooney divenne il principale annunciatore serale della stazione.
Inoltre condusse il podcast Prime Time with Sean Mooney su MLW Radio Network, insieme all'ex wrestler "Hacksaw" Jim Duggan nelle prime 18 puntate.
Il 13 luglio 2018 fu annunciato che Mooney avrebbe commentato l'evento di wrestling ALL IN insieme a Don Callis, Ian Riccaboni, Excalibur, Alicia Atout, Justin Roberts e Bobby Cruise.
Il 27 gennaio 2020 fu annunciato che Mooney si sarebbe unito al gruppo dei commentatori della National Wrestling Alliance (NWA). Esordì il 28 gennaio durante una puntata di NWA Powerrr intervistando Nick Aldis.